# 季刊三千里
季刊三千里（きかんさんぜんり）は、1975年から1987年まで発行されていた、朝鮮半島と在日韓国・朝鮮人に関する日本語の総合雑誌である。

## 概要
1975年2月、金達寿・李進熙・姜在彦・金石範らにより創刊された。なお、金石範は、1981年に金達寿らが韓国を訪問したことに抗議して同人から離脱した。
「創刊のことば」に、“朝鮮をさして、「三千里錦繍江山」ともいう。「麗しい山河の朝鮮」という意味である。雑誌『季刊三千里』には、朝鮮民族の念願である統一の基本方向をしめした1972年の「7・4共同声明」にのっとった「統一された朝鮮」を実現するための切実な願いがこめられている。”等とある。発行元は東京の三千里社。在日韓国・朝鮮人が主体になって執筆・刊行が続けられ、1987年5月、50号をもって廃刊とされた。
金芝河五賊筆禍事件、金大中事件、中国朝鮮族自治州訪問記、三・一運動六十周年、NHK朝鮮語講座開設の要望、古代日本と朝鮮とのつながり、江華島事件百年、在日外国人と指紋押捺、現代の朝鮮文学、朝鮮通信使、朝鮮の芸能文化など、幅広いテーマが取り上げられ、特集が組まれた。
同誌の刊行されていた時期は、在日韓国・朝鮮人の世代別の人口構成の中心が一世から日本生まれの二世・三世に移行する時期であり、一方で、日本政府は1980年代に入り出入国管理及び難民認定法を改定し在日朝鮮・韓国人を帰化に導く政策をとっていた。このような状況のなかで、在日韓国・朝鮮人社会は新たなアイデンティティーや生き方を模索しなければならないという問題に直面するが、そのような模索作業の主な空間の一つが『季刊三千里』であった、との研究がある